# آل فورنو

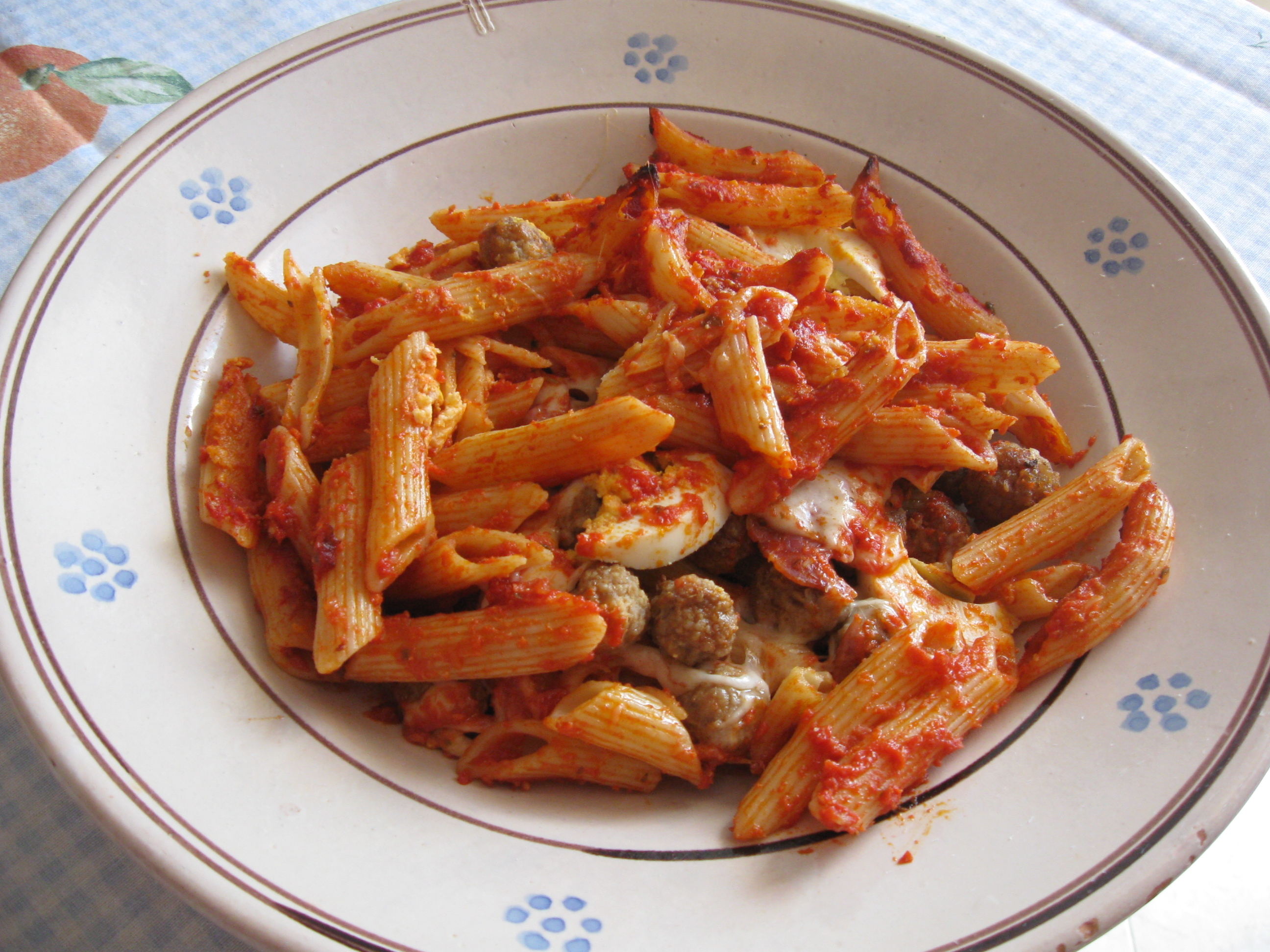
پاستا آل فورنو

آل فورنو به غذایی اطلاق می‌شود که در یک فر پخته شده است. غذاهای ایتالیایی که به این روش معمولاً تهیه می‌شوند شامل پیتزا، نان و غذاهای پاستا، به ویژه لازانیای معروف است.
پاستا گاهی قبل از پخت در آل فورنو در مواد پاستا جوشانده می‌شود. این پخت دو مرحله‌ای به این معنی است که پاستا نرم سرو می‌شود، نه با قوامی سفت در حد آل دنته که برخی ایتالیایی‌ها در پاستا ترجیح می‌دهند.

## تاریخ و فرهنگ

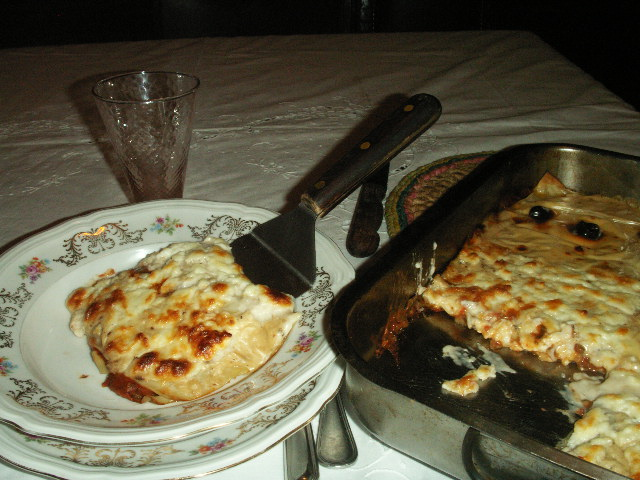
لازانیا هم برای پختن فیلینگ و هم برای ذوب رویه پنیر پخته می‌شود.

جنوب ایتالیا سنت استفاده از فرهای چوبی و کباب‌پزهای شعله بازدارد. فرهای چوب‌سوز و غذاهای آل فورنو ویژگی بسیاری از رستوران‌های ایتالیایی هستند. فرهای آجری و سفالی جزء ویژگی‌های کلیدی آشپزی‌های مدیترانه‌ای و خاورمیانه‌ای هستند، که چوب به عنوان سوخت اصلی برای بسیاری از نقاط اروپا در طول قرن‌ها استفاده می‌شده است. یک فر معمولی که در رستوران‌های ایتالیایی یافت می‌شود، دارای دیواره‌های آجری و در قوسی است و برای قرار دادن غذا در مرکز فر از تخته چوبی با دسته بسیار بلند استفاده می‌شود.